# アダモ・ナガロ
アダモ・ナガロ（Adamo Nagalo、2002年9月22日 - ）は、コートジボワール・アジャメ出身のブルキナファソ代表サッカー選手。PSVアイントホーフェン所属。ポジションはDF。

## クラブ経歴
ガーナのライト・トゥ・ドリーム・アカデミーを経て、2020年の8月にデンマークのFCノアシェランへ移籍した。2021年3月12日、デンマーク・スーペルリーガのリンビーBK戦にてプロデビューを果たすと、2021-22シーズンからノアシェランのトップチームに昇格した。

## 代表経歴
コートジボワールで生まれ育ったが、代表では父親の祖国であるブルキナファソを選択。そして、2022年11月19日、コートジボワール代表との親善試合にて、CBとして先発フル出場したことでブルキナファソ代表での初キャップを記録した。

## 個人成績

### クラブ
2022-23シーズン終了時点
| クラブ       | シーズン     | リーグ戦       | リーグ戦 | リーグ戦 | 国内カップ | 国内カップ | 国際大会 | 国際大会 | 合計 | 合計 |
| クラブ       | シーズン     | ディビジョン   | 出場     | 得点     | 出場       | 得点       | 出場     | 得点     | 出場 | 得点 |
| ------------ | ------------ | -------------- | -------- | -------- | ---------- | ---------- | -------- | -------- | ---- | ---- |
| ノアシェラン | 2020-21      | スーペルリーガ | 6        | 0        | 0          | 0          | -        | -        | 6    | 0    |
| ノアシェラン | 2021-22      | スーペルリーガ | 27       | 1        | 2          | 0          | -        | -        | 21   | 1    |
| ノアシェラン | 2022-23      | スーペルリーガ | 28       | 1        | 5          | 1          | -        | -        | 33   | 2    |
| ノアシェラン | 通算         | 通算           | 61       | 2        | 7          | 1          | 0        | 0        | 68   | 3    |
| キャリア通算 | キャリア通算 | キャリア通算   | 61       | 2        | 7          | 1          | 0        | 0        | 68   | 3    |